# Gagea calyptrifolia
Gagea calyptrifolia är en liljeväxtart som beskrevs av Igor Germanovich Levichev. Gagea calyptrifolia ingår i Vårlökssläktet och i familjen liljeväxter. Inga underarter finns listade.